# Аквапенденте
Аквапенденте (итал. Acquapendente) је насеље у Италији у округу Витербо, региону Лацио.
Према процени из 2011. у насељу је живело 4158 становника. Насеље се налази на надморској висини од 388 м.

## Становништво
Према резултатима пописа становништва 2011. у општини је живело 5.655 становника.
| 1931. | 1936. | 1951. | 1961. | 1971. | 1981. | 1991. | 2001. | 2011. |
| ----- | ----- | ----- | ----- | ----- | ----- | ----- | ----- | ----- |
| 6.770 | 6.930 | 7.141 | 6.783 | 6.041 | 5.849 | 5.886 | 5.788 | 5.655 |

## Партнерски градови
- Виње